# Liu Xiaosheng
Liu Xiaosheng (né le 5 janvier 1988 à Raoping) est un athlète chinois, spécialiste du 400 mètres.

## Biographie
Il remporte la médaille d'or du 400 mètres lors des championnats d'Asie en salle de 2008 et des Championnats d'Asie de 2009.

### Palmarès
| Date | Compétition                  | Lieu   | Résultat | Épreuve   | Performance   |
| ---- | ---------------------------- | ------ | -------- | --------- | ------------- |
| 2008 | Championnats d'Asie en salle | Doha   | 1er      | 400 m     | 47 s 82       |
| 2009 | Championnats d'Asie          | Canton | 1er      | 400 m     | 46 s 55       |
| 2010 | Jeux asiatiques              | Canton | 3e       | 4 x 400 m | 3 min 03 s 66 |

### Records
| Épreuve | Performance | Lieu   | Date        |
| ------- | ----------- | ------ | ----------- |
| 400 m   | 45 s 79     | Suzhou | 9 juin 2007 |